# اوناویر
اوناویر (به فرانسوی: Hunawihr) یک کمون در فرانسه است که در شهرستان اورن واقع شده‌است.

## خصوصیات
اوناویر ۴٫۸۱ کیلومترمربع مساحت و ۶۱۱ نفر جمعیت دارد و یکی از زیباترین روستاهای فرانسه است.